# Micare in tenebris
 Micare in tenebris лат. (изговор:микаре ин тенебрис). Свјетлуцање у мраку. (Цицерон)

## Поријекло изреке
Изрекао Марко Тулије Цицерон (лат. Marcus Tullius Cicero); римски државник, књижевник и бесједник у смејени другог у први вијек п. н. е.

## Значење
Изрека има значење просијавања духа у мраку незнања, искре слободе у ропству.

## Другачије речено
Другачије речена ова изрека се може наћи код истог аутора академика Ивана Клајна у књизи ːВелики речник страних речи и израза:  Lux in tenebris - са дословним преводомː свјетло у тами.

## Опречна мишљења
Руски аутори и у њиховој Википедији мисле да је погрешно тумачење изреке лат. Micare in tenebris и да она не значи «свејтлуцање у мраку» већ «играње прстију у мраку». Потиче од игре у којој двојица држе супротне крајеве држача лијевим рукама и "избацују" прсте њихових десних руку, гласно наводећи број који би требало да се поклапа са укупним бројем прстију које показују оба. Тако се наглашава  и похваљује  нечије поштење и искреност, јер би му се могло вјеровати и у мраку, када се игра прстију не види.